# Baia del Cemes
La baia del Cemes (in russo Цемесская бухта) è un'insenatura situata sulla costa nord-orientale del mar Nero, in Russia; si trova nel Territorio di Krasnodar (Circondario federale meridionale). Prende il nome dal fiume Cemes che sfocia nell'insenatura. È chiamata anche baia Novorossijskaja (Новороссийская бухта), poiché ospita la città di Novorossijsk, il maggior porto russo sul mar Nero.

## Geografia
La baia si protende nel continente per 15 km, la larghezza all'ingresso è di 9 km, al centro di 4,6 km. La profondità è di 21–27 m, il che permette l'accesso di navi transoceaniche. L'ingresso alla baia è delimitata a nord-ovest dell'isola Sudžuk (остров Суджук, 44°40′18″N 37°48′43″E) e a sud-est da capo Doob (мыс Дооб). Al centro, di fronte a capo Penaj (мыс Пенай), ci sono dei banchi a una profondità minima di 5–6 m.
Oltre alla città di Novorossijsk, nella parte sud-orientale della baia, a nord di capo Doob, c'è il villaggio di Kabardinka (Кабардинка) che fa parte del comune della città di Gelendžik.

## Storia
Anche se la navigazione viene colpita in autunno e in inverno da forti venti di bora (fino a 220 chilometri all'ora), la baia era frequentata dagli antichi navigatori greci che fondarono  sulla costa la colonia di Bata (l'odierna Novorossijsk). Michail Rostovcev lo spiegava con il fatto che non ci sono altri porti decenti lungo la costa fino a Batumi. Durante il Medioevo, la costa è stata controllata dai Ghisolfi, una famiglia di mercanti di Genova.
Novorossijsk fu fondata dai russi come struttura militare. Diverse navi della Flotta del Mar Nero, nel 1918, furono fatte affondare nella baia per evitare la cattura da parte dei tedeschi.
Il 31 agosto 1986 all'uscita dal porto di Novorossijsk, la nave da crociera Admiral Nachimov entrò in collisione con la portarinfuse Pëtr Vasëv e affondò in 7-8 minuti. Morirono 423 persone.